# Vladimir Vetrov
Pour les articles homonymes, voir Vetrov.
Vladimir Ippolitovitch Vetrov (en russe : Владимир Ипполитович Ветров), connu sous son nom de code Farewell, né le 10 octobre 1932 à Moscou et mort le 23 janvier 1985 dans la même ville, est un ancien lieutenant-colonel soviétique du KGB. 
Vetrov est connu pour avoir déclenché l'affaire Farewell, considérée comme la plus importante affaire d'espionnage de la Guerre froide. Durant les années 1980, Vetrov décide de trahir son pays et devient un agent de la direction de la Surveillance du territoire (DST) française, à laquelle il transmet des milliers de documents confidentiels. Il a permis aux Français et aux Américains de mieux connaître les méthodes et la structure du KGB dans le domaine de l'espionnage scientifique et technique. 
Vetrov est par la suite démasqué par le KGB, alors qu'il purgeait une peine de 12 ans de prison à Irkoutsk pour meurtre. Il est jugé, condamné à mort pour haute trahison et exécuté le 23 janvier 1985 dans la prison de Lefortovo à Moscou.

## Biographie

### Jeunesse et études
Vladimir Vetrov naît le 10 octobre 1932, à la maternité Grauerman à Moscou. Il est le fils unique d'une famille issue d'un milieu modeste. Son père, Ippolit Vasilevich Vetrov (1906-10 août 1970) est un vétéran du front de Leningrad et contremaître dans une usine de fabrication de propane tandis que sa mère, Maria Danilovna, illettrée, travaille comme femme de chambre.  
Sportif brillant, il grandit 26 rue Kirov à Moscou et est scolarisé à l'école de la rue Armiansky. Il remporte plusieurs compétitions d'athlétisme dans sa jeunesse et intègre en 1951 la MVTU, une école d'ingénieurs à Moscou où il se spécialise en électronique. Après cinq ans et demi de formation, il obtient à sa sortie en 1957 un poste d'ingénieur dans une usine de machines à calculer, l'usine SAM.  

### Parcours au KGB
Marié le 8 décembre 1957 avec Svetlana Barashkov, il candidate par écrit le 8 juillet 1959 auprès de l'antenne moscovite de l'école de formation du KGB. Favorisé par ses origines prolétariennes et sa spécialisation technique, son dossier est accepté le 20 août 1959 par le major général Svetlichny. Il suit donc un cursus de deux ans à l'Académie Dzerjinski ou il apprend l'anglais, le français et les techniques d'espionnage. 
À sa sortie, il est affecté du 20 septembre 1962 au 15 août 1965 comme ingénieur principal au département des relations extérieures au comité d'État de la Technologie électronique.
Le 16 août 1965, favorisé par le contrecoup de l'affaire Youri Nossenko qui oblige le KGB à rapatrier de nombreux opératifs dont la couverture a été exposée, notamment à Paris, il est envoyé en poste à l'ambassade de l'Union soviétique à Paris, attaché au développement du commerce soviétique avec la France. Il y recrute des agents chargés de fournir à l'Union soviétique des informations techniques dont elle a besoin et prend contact avec des ingénieurs français afin d'obtenir contre rémunération des matériels de haute technologie interdits à l'exportation. Il se fait repérer assez rapidement par la DST, qui suit ses mouvements, notamment par un de ses « honorables correspondants », Jacques Prévost, haut cadre chez Thomson-CSF. Ce dernier lui rend un grand service à la fin de son séjour français lorsque Vetrov, éméché, détruit sa Peugeot 404 de fonction dans un accident de voiture sur la route de Montsoult, ce qui peut lui valoir de très sérieux ennuis avec l'ambassade. Vetrov s'adresse alors à son ami Prévost qui fait réparer à ses frais la voiture en urgence. Vetrov en retire une dette de reconnaissance.
En juillet 1970, au bout de cinq ans, le lieutenant-colonel Vetrov est rapatrié à Moscou, où il reprend ses fonctions dans son ancien poste de couverture, devenu depuis ministère de l'Industrie radio (Minradioprom) en attendant une autre affectation à l'étranger. En 1972, une affectation envisagée comme chef du poste du KGB au sein du consulat général soviétique de Marseille doit être annulée à la suite d'un refus du ministère des Affaires étrangères français de lui délivrer un visa. Il est là la victime indirecte de la politique de quota de la DST qui souhaitera, jusqu'aux expulsions de 1983, restreindre le nombre d'officiers de renseignement actifs sur son territoire. En 1973, il effectue une mission d'une durée d'une semaine en Suisse.
Le 1er avril 1974, il est envoyé au Canada où il opère sous couverture en tant qu'ingénieur principal à la représentation commerciale soviétique à Montréal. En tant qu'officier de renseignement, il ressent la doctrine Brejnev, qui accentue le retard technologique de l'URSS et oblige la « patrie du socialisme » à voler des plans et des matériels aux capitalistes, comme une situation absurde et humiliante. Cette affectation se déroulera mal : un conflit ouvert avec son supérieur qui donne lieu à un audit en février 1975, ayant peut-être fait l'objet d'une tentative de recrutement par les services canadiens, Vetrov est rapatrié à Moscou au bout de neuf mois à peine en mars 1975.

### Transmission d'informations à la Direction de la Surveillance du territoire
Sa carrière semblant dans une impasse à Moscou, Vetrov contacte entre la fin de 1980 et février 1981 la Direction de la Surveillance du territoire, qu'il sait moins surveillée par le KGB que les autres services de renseignement occidentaux. Grâce à son ami Jacques Prévost, qui est directeur des ventes de Thomson en URSS, il devient une taupe pour la DST et lui transmet des documents classifiés.
Le 22 février 1982, Vetrov est impliqué dans une rixe nocturne et tue un milicien soviétique ; il est arrêté par la police russe, et cesse donc de fournir des informations à son officier traitant. Le KGB l'aurait identifié comme traître le 24 septembre 1983. Vetrov est condamné à mort et exécuté.

## Documentaires et fiction
- En 1991, Hervé Brusini et Dominique Tierce, La Taupe (L'Affaire Farewell) (France, URSS, 47 minutes), prix Albert-Londres 1991.
- Le 17 mai 1997, Patrick Pesnot dans son émission Rendez-vous avec X aborde l'histoire de Vetrov dans un épisode intitulé L'affaire Farewell[10]. Un second épisode lui sera consacré le 12 janvier 2002 intitulée Farewell et suites[11].
- En 2008, Jean-François Delassus réalise L'affaire Farewell, documentaire franco-canadien en 2 épisodes de 54 minutes chacun, pour les télévisions allemande (ZDF), finnoise (Yle), ainsi que franco-allemande (Arte). Ce documentaire est tourné à la manière d'un film d'espionnage, qui mêle reconstitutions et entretiens avec les véritables protagonistes de l'époque encore en vie : directeurs de la DST, de la DGSE, de la CIA, et même de l'ancien KGB, ainsi que divers personnages-clés de l'affaire Farewell tels que Jacques Prévost, etc.
- En septembre 2009, Christian Carion présente son film L'Affaire Farewell aux écrans français, avec Emir Kusturica dans le rôle de Vladimir Vetrov (nommé Sergueï Grigoriev dans le film) alias Farewell, et Guillaume Canet dans le personnage fictif de Pierre Froment, inspiré de Xavier Ameil[12].
- En 2019, Michelle Fines signe le documentaire Farewell, l'espion qui aimait la France qui « décrypte ce cas d’école encore enseigné aujourd’hui aux aspirants espions[13] ».
- Le 7 juillet 2020, Fabrice Drouelle lui consacre un numéro de l'émission Affaires sensibles sur France Inter sous le titre Farewell : l'espion qui a fait basculer la guerre froide[14].